# O Cádavo (Baleira)
O Cádavo es una localidad española situada en la parroquia de A Esperela, en el municipio de Baleira, en la provincia de Lugo, Galicia. Es la capital del municipio.
Se encuentra en un cruce de carreteras. En O Cádavo confluyen la LU-530, que une Lugo con A Fonsagrada; la LU-710, que llega a Baralla, y la LU-750, que llega a Meira.